# Sơn Hà, Thái Thụy
Sơn Hà là một xã cũ thuộc huyện Thái Thụy, tỉnh Thái Bình, Việt Nam.
Tên của xã được ghép từ tên của hai xã cũ là Thái Sơn và Thái Hà.

## Địa lý
Xã Sơn Hà nẳm ở phía tây huyện Thái Thụy, có vị trí địa lý:
- Phía đông giáp xã Dương Hồng Thủy và xã Thái Phúc
- Phía tây giáp huyện Đông Hưng
- Phía nam giáp huyện Kiến Xương
- Phía bắc giáp xã Thái Giang và xã Thụy Phong.

Xã Sơn Hà có diện tích 10,22 km², dân số năm 2019 là 9.498 người, mật độ dân số đạt 929 người/km².

## Lịch sử
Địa bàn xã Sơn Hà hiện nay trước đây vốn là hai xã Thái Sơn và Thái Hà thuộc huyện Thái Thụy.
Trước khi sáp nhập, xã Thái Sơn có diện tích 5,89 km², dân số là 5.589 người, mật độ dân số đạt 949 người/km², có 8 thôn: Thanh Miếu, Kim Thành, Nam Hưng Đông, Nam Hưng Tây, Hoàng Nguyên, Thanh Phần, Hoài Hữu, Việt Cường. Xã Thái Hà có diện tích 4,33 km², dân số là 3.909 người, mật độ dân số đạt 903 người/km², có 3 thôn: Đông Hưng, Nam Cường, Bắc Thịnh.
Ngày 11 tháng 2 năm 2020, Ủy ban Thường vụ Quốc hội ban hành Nghị quyết số 892/NQ-UBTVQH14 về việc sắp xếp các đơn vị hành chính cấp xã thuộc tỉnh Thái Bình (nghị quyết có hiệu lực từ ngày 1 tháng 3 năm 2020). Theo đó, sáp nhập toàn bộ diện tích và dân số của hai xã Thái Sơn và Thái Hà thành xã Sơn Hà chính thức vào ngày 27/3/2020

## Di tích
- Đền Côn Giang: được công nhận là di tích lịch sử - văn hoá cấp quốc gia vào năm 1989, thờ Hoàng Giáp Quách Hữu Nghiêm, người có công đầu trong việc ngoại giao với Trung Quốc thời Hậu Lê.